# Barthold Völkerling
Barthold Völkerling, auch Völckerling (* 7. August 1568 in Braunschweig; † 16. Dezember 1618 in Braunschweig) war ein deutscher lutherischer Pastor und Chronist der Stadt Braunschweig.

## Leben
Barthold Völkerling wurde 1568 in Braunschweig als Sohn des Strumpfstrickers Conrad Völkerling geboren. Sein Studium an der Universität Jena schloss er 1593 mit dem Erwerb des Magisters der Philosophie ab. Er wirkte bereits ab 1594 als Pastor an der Brüdernkirche in Braunschweig. Während der sog. Brabandtschen Revolution von 1601 bis 1604 trat er gegen Henning Brabandt und dessen Bürgerhauptleute auf. Der innerstädtische Konflikt war entstanden, als die politische Macht und die wirtschaftliche Kraft der Verfassungsorgane immer weiter auseinanderdrifteten. Gegenüber dem von Patriziern beherrschten Rat forderten die Bürgerhauptleute seit 1576 eine stärkere politische Einflussnahme und eine Demokratisierung des Rates. Die konservative Geistlichkeit, darunter Barthold Völkerling, hielt „fanatische Predigten“ gegen die Bürgerhauptleute und ihren Mentor Henning Brabandt und exkommunizierte sie sogar. Nicht zuletzt der starke Einfluss der evangelischen Kirche sorgte dafür, dass das Ansehen der Bürgerhauptleute bei ihren Anhängern zusehends schwand. Die zunehmenden Unruhen entluden sich in Volksversammlungen am 3. September 1604, in deren Folge die Verurteilung und Hinrichtung mehrerer Bürgerhauptleute, darunter Henning Brabandt, stand.
Völkerling setzte als Chronist die Stadtgeschichte der bis 1553/1555 reichenden, nicht gedruckten Chronik seines Amtsbruders Andreas Schoppius fort.
Völkerling war verheiratet mit Anna, geb. Peters, Tochter des Braunschweiger Theologen Friedrich Peters. Das Paar hatte zwei Töchter und einen Sohn. Völkerling starb im Dezember 1618 im Alter von 50 Jahren in Braunschweig.

## Schriften (Auswahl)
- Oratio de angelis bonis et malis festo Michaelis. 1593.
- Fidei Triumphus: Das ist/ Aller rechtschaffenen gleubigen Christen schwerer Streit/ aber doch frölicher Sieg und herrliche Uberwindung wider Teufel/ Welt und Fleisch/ in Glück und Unglück/ zur Lincken und zur Rechten/ im Leben und Tod. Jena 1618. (Digitalisat)